# 재일조선족
재일조선족（Korean Chinese in Japan）은 1949년부터 중화인민공화국에서 정의한 소수민족 중 하나인 조선족이 중국 국적을 가지고 1980년대 후반 이후에 일본에 체류하는 조선족을 말한다. 조선족이라는 단어 자체가 중국공산당의 민족식별공작에 의해 1950년 이후에 생긴 단어로, 1970년 초중반 중일수교 이후 1990년대 초부터 일본에 조선족이 진출하였기 때문에 1980년대까지는 재일조선족이라는 개념이 사실상 없었다. 재일조선족은 중국 국적을 가진 조선·한민족의 일부로, 인구가 7~8만명이라 전세계 약 8천만명의 한민족 인구 중 100분의 1 정도를 차지한다. 이들은 공용어로 중국조선어 (조선어 및 한국어의 방언격) 및 중국어, 조선족식(式) 일본어를 사용한다.
2021년 중국 정부 발표에 따르면 조선족 인구는 총 170만명으로, 전체 한(조선)민족의 50분의 1 정도다. 이 중 70만명 (42%)은 한국에 중국 국적으로 체류 중이다. 일본에서는 재일 중국인 통계에 포함되어 있어, 조선족 인구 중 6% 이하인 7~8만 명 정도가 중국 국적으로 일본에 거주한다. 중국에서는 56개 민족 중 하나로 조선족을 인정하며, 정식명칭으로 '중국 조선족'이 아닌 '조선족'으로 불린다.

## 역사
중일 양국은 리처드 닉슨 미국 대통령 당선 이후의 데탕트를 통해 1972년에 국교를 정상화하였다. 따라서 1980년대 이전의 재일조선족이라는 개념은 존재하지 않는다. 이 과정에서 중국은 일본에 대한 전쟁 배상 청구권을 포기하는 내용을 중심으로 하여 중일공동성명을 발표하였고, 1978년에는 상호 불가침 및 내정 불간섭을 명시한 중일평화우호조약을 체결하였다. 그리고 1990년대부터 조선족이 일본으로 일부 진출하기 시작하였고, 2000년대와 2010년대부터는 한국이 아닌 일본을 유학 및 이민 대상으로 삼는 조선족이 증가하였다. 2023년에는 약 7~8만명의 재일조선족(재일조선계 중국인)이 일본에 거주하고 있다고 알려져 있다. 이는 재일중국인의 약 10% 규모이다.

## 같이 보기
- 조선족
- 재한조선족